# Maria Götze
Maria Götze (* 24. Dezember 1980 in Frankenberg) ist eine erfolgreiche Schwimmerin im deutschen Behindertensport.

## Karriere
Die kleinwüchsige Athletin kam 1991 zum Schwimmen und erzielte ihren ersten Erfolg als Leistungssportlerin beim Jugend-Länder-Cup 1994. Neben zahlreichen Europa- und Weltmeistertiteln nahm sie zwischen 1996 und 2008 an den Sommer-Paralympics teil und gewann bislang insgesamt acht Medaillen (1 × Gold, 3 × Silber, 4 × Bronze). Für ihre Leistungen bekam Götze dreimal das Silberne Lorbeerblatt verliehen (1996, 2001, 2005) und wurde sechsmal in ihrer Heimatstadt Chemnitz mit dem Chemmy als Sportlerin des Jahres ausgezeichnet.
Maria Götze wohnt in Chemnitz und arbeitet dort als Angestellte bei der Staatsanwaltschaft; sie trainiert in einer nichtbehinderten Schwimmgruppe des Bundesligisten SC Chemnitz 1892, startet in Wettkämpfen jedoch für den BFV Ascota Chemnitz.

## Erfolge (Auswahl)
- Paralympics in Peking 2008
  - 1 × Silber (200 m Lagen)
  - 1 × Bronze (400 m Freistil)

- Paralympics in Athen 2004
  - 1 × Bronze (200 m Lagen)

- Weltmeisterschaften in Mar del Plata 2002
  - 2 × Gold (400 m Freistil, 200 m Lagen)
  - 2 × Silber (50 m Schmetterling, 100 m Freistil)
  - 4 × Bronze (100 m Rücken, 100 m Brust, 50 m Freistil, 4 × 100-m-Freistilstaffel)

- Paralympics in Sydney 2000
  - 1 × Silber (4 × 50-m-Lagenstaffel)
  - 2 × Bronze (400 m Freistil, 200 m Lagen)

- Paralympics in Atlanta 1996
  - 1 × Gold (50 m Schmetterling)
  - 1 × Silber (200 m Lagen)